# Horst Großmann
Pour les articles homonymes, voir Grossmann.
Le titre de cet article comprend le caractère ß. Quand ce dernier n'est pas disponible ou non désiré, le nom de l'article peut être représenté comme Horst Grossmann.
Horst Großmann (19 novembre 1891 à Sędki– 4 mai 1972 à Rüsselsheim) est un General der Infanterie allemand qui a servi au sein de la Wehrmacht pendant la Seconde Guerre mondiale.
Il a été décoré de la croix de chevalier de la croix de fer avec feuilles de chêne, distinction attribuée pour récompenser un acte d'une extrême bravoure sur le champ de bataille ou un commandement militaire avec succès.

## Biographie
Großmann s'engage le 27 septembre 1911 en tant que porte-drapeau dans le 175e régiment d'infanterie de l'armée prussienne. De septembre 1912 à 1913, il étudie à l'école de guerre de Hanovre et est ensuite promu lieutenant par brevet du 17 juin 1911. En juillet 1914, Großmann est affecté pendant deux semaines au ballon d'observation de la forteresse de Graudenz. 
Horst Großmann est capturé par les troupes britanniques en mai 1945 et est libéré en juillet 1947.

## Décorations
- Croix de fer (1914)
  - 2e classe (1er octobre 1914)
  - 1re classe (25 octobre 1916)
- Insigne des blessés (1914)
  - en noir
- Croix hanséatique de Hambourg
- Croix de chevalier de l'ordre de la Maison Royale de Hohenzollern avec glaives (12 novembre 1917)
- Croix d'honneur en 1934
- Agrafe de la croix de fer (1939)
  - 2e classe (18 mai 1940)
  - 1re classe (28 mai 1940)
- Médaille du Front de l'Est
- Croix allemande en or (11 février 1943)
- Croix de chevalier de la croix de fer avec feuilles de chêne
  - Croix de chevalier le 19 juillet 1940 en tant que Oberst et commandant du Infanterie-Regiment 84[1]
  - 292e feuilles de chêne le 4 septembre 1943 en tant que Generalleutnant et commandant de la 6.Infanterie-Division[2]